# Thamnium deflexum
Thamnium deflexum là một loài Rêu trong họ Neckeraceae. Loài này được (Wilson) Kindb. miêu tả khoa học đầu tiên năm 1902.